# 뒤통수정맥굴
뒤통수정맥굴(occipital sinus), 또는 후두정맥동은 가장 작은 정맥굴이다.
소뇌낫 안에 위치하며 일반적으로 1개이지만 간혹 2개가 있는 경우도 있다.
뒤통수정맥굴은 몇 개의 작은 정맥 통로에 의해 큰구멍의 가장자리 주변에서 시작된다. 정맥 통로 중 하나는 가로정맥굴의 말단 부분과 연결된다. 이후 뒤속척주정맥얼기과 교통하고 정맥굴합류에서 끝난다.
프랑스의 해부학자 기샤드 조셉 뒤베르네(Guichard Joseph Duverney)에 의해 발견되었다.

## 추가 이미지
위키미디어 공용에 뒤통수정맥굴 관련 미디어 분류가 있습니다.

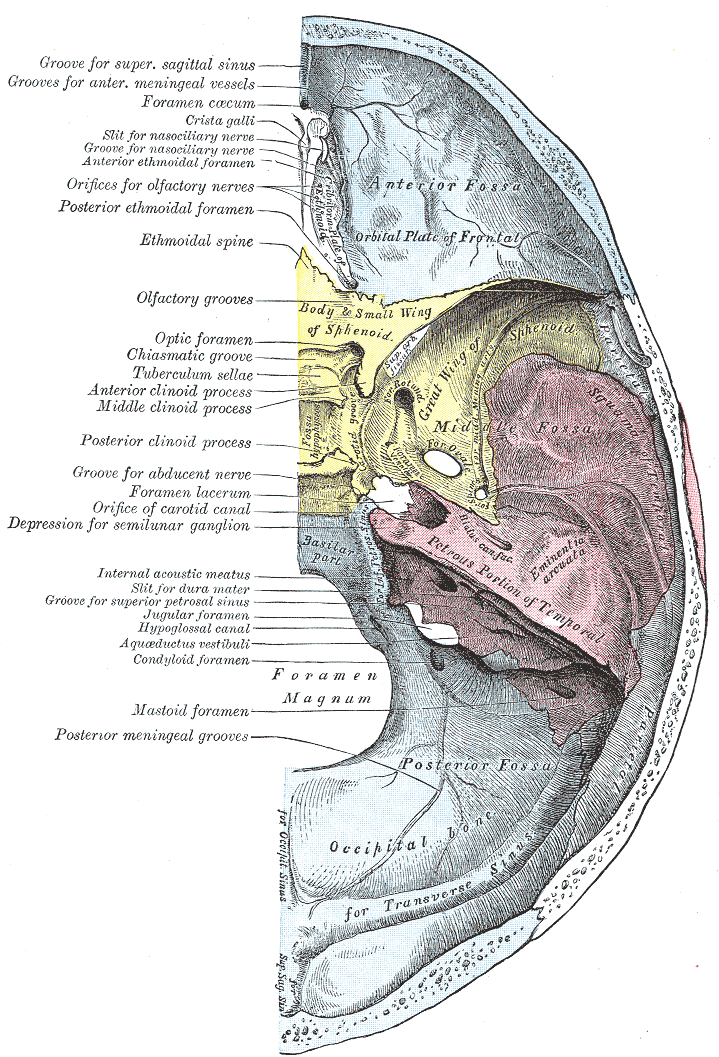
머리뼈바닥 윗면.

## 참고 문헌
이 문서는 현재 퍼블릭 도메인에 속하는 그레이 해부학 제20판(1918) page 658의 내용을 기초로 작성된 글이 포함되어 있습니다.